# De linker- en de rechterhand van de duivel
De linker- en de rechterhand van de duivel (Italiaans: Lo chiamavano Trinità; Engels: They Call Me Trinity) is een Italiaanse spaghettiwestern uit 1970 met in de hoofdrollen Terence Hill en Bud Spencer.

## Verhaal
Wanneer Trinity (Hill) erachter komt dat zijn broer de veedief Bambino (Spencer) in een slaperig dorpje als sheriff undercover werkt, besluit hij hem als hulpsheriff te helpen de mormonen in het dorpje te beschermen tegen Mexicaanse bandieten (onder andere gespeeld door Remo Capitani) en land opeisende veehouders.

## Rolverdeling
| Acteur            | Personage            |
| ----------------- | -------------------- |
| Terence Hill      | Trinity              |
| Bud Spencer       | Bambino              |
| Remo Capitani     | Mezcal               |
| Steffen Zacharias | Jonathan             |
| Dan Sturkie       | Tobias               |
| Gisela Hahn       | Sarah                |
| Elena Pedemonte   | Judith               |
| Farley Granger    | Majoor Harriman      |
| Ezio Marano       | Frank Faina / Weasel |
| Luciano Rossi     | Timmy / Timid        |
| Ugo Sasso         | Sheriff Zoppo        |